# Bombardement de Larache (1765)
Pour les articles homonymes, voir Bombardement de Larache.
Le bombardement de Larache, appelé à l'époque des faits l'« affaire de Larache », est une expédition lancée en juin 1765 par la marine française contre la ville marocaine de Larache à la suite de bombardements qui ont eu lieu la même année sur les villes de Salé et Rabat. 
L'opération a d'abord eu lieu dans la ville de Salé après quelques jours de bombardement dans cette ville, le capitaine d'escadre Duchaffault décide d'attaquer ensuite la Mamora mais quelques jours plus tard il décidera le bombardement de Larache.
La ville de Larache sera bombardée pendant quelques jours après plusieurs expéditions dans la ville. Mais dans le cadre de l'opération des chaloupes, certains petits bateaux de l'escadre française aux ordres du capitaine Latouche-Beauregard ont remonté le fleuve Lixa avec pour but la destruction de certains navires marocains. Mais cette tentative a été un échec puisqu'ils ont été encerclés par les Marocains. Sept petits bateaux ont été capturés, tandis que neuf ont pu retourner à l'escadron. Cet échec a fait beaucoup de tués.

## Contexte
Après la guerre de Sept Ans, la France a porté son attention sur les corsaires barbaresques, en particulier ceux du Maroc, qui avaient profité du conflit pour attaquer plusieurs navires européens.
La ville de Larache avait déjà vécu un siège en 1689 qui s'était terminé par la prise de la ville par les Marocains commandés par le sultan marocain Moulay Ismail. Les Espagnols était présents dans la ville depuis 1610 mais cette offensive a permis de les chasser sans oublier que plusieurs autres villes ont été reprises durant la même période dont Tanger et la Mamora,.
Juste avant le bombardement, la même escadre qui a participé au bombardement de Larache lança un raid sur la ville de Salé car les corsaires salétins faisaient beaucoup de prises sur les navires de commerce français. Ce raid débute le 31 mai 1765 lorsque à bord de l'Utile Louis-Charles de Besné dit Duchaffault mouille devant Salé puis à partir du 2 jusqu'au 11 juin, l'escadre bombarda sans relâche la ville mais les problèmes furent que les bombes ne pouvaient atteindre les corsaires et donc à partir du 17 juin, les Français commencent leur voyage vers la Mamora. Mais ensuite, car seulement un bâtiment était présent dans le port, Duchaffault décida de bombarder un autre endroit et à partir du 21 juin, les Français se mettent en route vers Larache.
Ce qui a mené au bombardement de Salé est que depuis quelques années la France et le Maroc négociaient une paix dont il y eut plusieurs négociations préliminaires et des propositions de part et d'autre. Mais comme les propositions du Roi du Maroc étaient chimériques et que les difficultés se succédaient, les Français décidèrent d'annuler les négociations pour le moment puisque les corsaires marocains faisaient beaucoup de prises sur le commerce français.

## Préparatifs
Début 1765, la Cour de France décide une expédition pour aller faire la guerre dans les ports marocains. L'objectif serait soit de détruire complètement les ports soit d'amener le sultan du Maroc à faire la paix dans des conditions raisonnables. Ainsi Louis Charles du Chaffault de Besné, chef d'escadre est nommé par le Roi pour diriger cette opération.
Chaffault se rendra tout d'abord à Rochefort pour armer son vaisseau Utile d'une soixantaine de canons vers février puis de l'île d'Aix, le 11 avril il se dirige vers Cap Saint-Vincent qui était le parage où quatre frégates de Brest devaient joindre l'escadre. Elles arrivèrent à partir du 21 avril.
C'est après cette jonction que l'escadre se dirige vers les côtes barbaresques mais un coup de vent du nord-ouest bloque sa progression. Chaffault est forcé d'entrer dans la Méditerranée à cause du mauvais temps, il faut attendre jusqu'au 5 mai pour atteindre les côtes marocaines. Mais les équipages des navires de Provence de l'escadre qui sont sur mer depuis assez longtemps demandent à Duchaffault d'aller renouveler l'eau puisqu'il en manquera sûrement durant le bombardement. Bien avant, Chaffault avait laissé deux galiotes au port de Cadix attendre les ordres. Le 16 mai, Chaffault poste les frégates de Brest à l'entrée des différents ports de la côte tandis que L'Utile part à destination de Cadix où les deux galiotes attendent toujours les ordres.

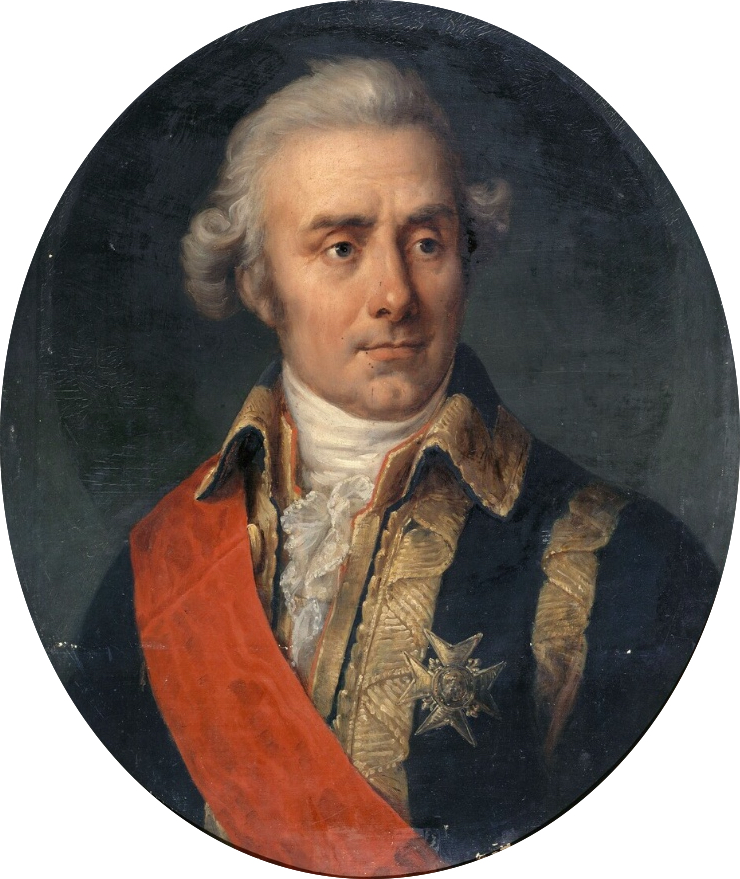
Portrait de Louis Charles du Chaffault de Besné.

Chaffault arrive à destination de Cadix le lendemain, où il rejoint le reste de son escadre à l'exception de ceux qui étaient employés dans la Méditerranée. Chaffault y reste jusqu'au 26 mai puis se met à destination des côtes barbaresques et le 28 mai en remontant cette côte, il reçoit les rapports des navires qui ont été postés dans l'entrée des ports situés sur le chemin. Chaffault trouve ainsi La Gracieuse et L'Héroïne occupées à brûler deux vaisseaux commerçants français qui avaient été pris par un chébec de 28 canons la veille par La Gracieuse. Le chébec marocain avait réussi à s'en tirer car La Gracieuse n'avait pas assez de portée pour détruire le bateau marocain; celui-ci s'est échappé vers Larache. 
Le chef d'escadre du Chaffault décide de bombarder Salé, car Salva négociateur de France, ne réussit pas sa mission, puisque le sultan Mohammed ben Abdallah persiste toujours et ne veut pas accepter les propositions françaises.
L'escadre française chargée de l’expédition comprend 14 gros vaisseaux ainsi que plusieurs autres chébecs et canots dont Utile qui est armé de 60 canons selon Maurville, et de 52 selon une autre source. La frégate portant le nom  d'Héroïne est commandé par le comte de Grasse et est armée de 30 canons. Les autres vaisseaux participant à l’expédition sont La Terpsichore commandée par le capitaine Marchainville, La Licorne dirigée par le comte de Breugnon, La Chimère qui a pour chef le capitaine Beaucouse, La Gracieuse commandée par Apchon, La Pléiade sous le commandement du chevalier de Semerville et enfin La Topaze dirigée par le lieutenant de Barjetton. Le gros chébec Singe est quant à lui sous le commandement du bailli de Suffren, et le chébec Caméléon est sous le commandement du comte de Framond.
Ainsi dès le 31 mai, Chaffault atteint Salé et bombarde à partir du 2 jusqu’au 11 juin. Mais à cause de la difficulté de l'opération, Chaffault décide de se lancer à l'attaque d'un autre port à partir du 17 juin. L'escadre se dirige tout d'abord vers la Mamora mais les conditions météorologiques bloquent sa progression et les Français ne peuvent mouiller qu'à partir du 19 juin. Le lendemain, l’escadre se prépare à bombarder l'endroit mais l'amiral Chaffault juge qu'un seul bombardement sur un bâtiment marocain qui se trouvait au fond du port ne mérite pas que l'escadre s'en occupe. Le 21 juin 1765 il décide de bombarder le port de Larache, et le même jour, les navires français y font route. Les deux jours suivants, à cause de la brume et des vents, il est impossible à l'escadre d'accoster. Le 24 juin 1765, les Français réussissent à capturer un navire suédois qui transportait à Salé des munitions et des approvisionnements appartenant au sultan marocain. Duchaffault l’expédie ensuite vers Brest sous l'escorte de La Biche.

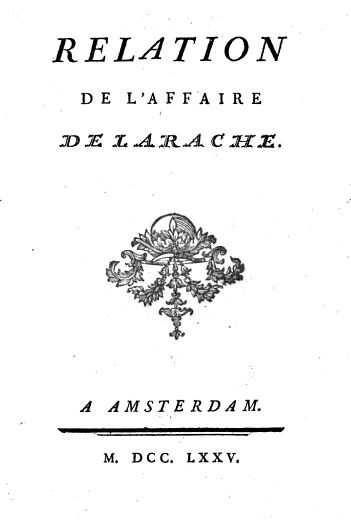
Relation de l'affaire de Larache, par Bidé de Maurville, 1775.

## Déroulement

### Début de l'opération
Le 25 juin 1765, les Français arrivent devant Larache vers trois heures de l'après-midi. Plusieurs navires marocains se trouvent dans le port dont un tout armé prêt à sortir qui était à l'entrée de la rivière. La force française est très bien positionnée et pouvait détruire le navire. Il est décidé que la destruction du navire se ferait le soir. Quelques navires devaient attaquer un château fortifié pour faire diversion alors que le reste de la flotte tenterait d'entrer dans le port, mais à cause de la grosse mer et des conditions, l'attaque est repoussée au lendemain.
Après une première expédition la veille, le 26 juin 1765, l'escadre française réussit à foudroyer les défenses maures et à détruire les batteries qui ne peuvent pas riposter. Les Français réussissent à pénétrer dans la rivière et à mettre le feu à un navire marocain qui se trouvait dans le port.
Dans la nuit du 26 au 27 juin 1765, après avoir lancé deux expéditions dans lesquelles Larache fut bombardé, Duchaffault décide de détacher huit chaloupes pour mettre le feu à un vaisseau marocain qui était à l'entrée de la rivière. Cette expédition est un demi-échec puisque les Français réussiront à incendier le navire abordé sans opposition, seulement un homme a été blessé au cours de l'opération. Mais lorsque ces chaloupes rejoignent les vaisseaux, les Français voit que les Maures arrêtent rapidement l'incendie et que l'opération a été inutile. Selon Maurville, les forces françaises étaient prêtes à faire une nouvelle tentative mais le manque d'eau de la rivière rendait impossible de faire passer les navires. La marée a également été l'un des facteurs qui ont contribué à repousser la tentative.

### Encerclement et échec français

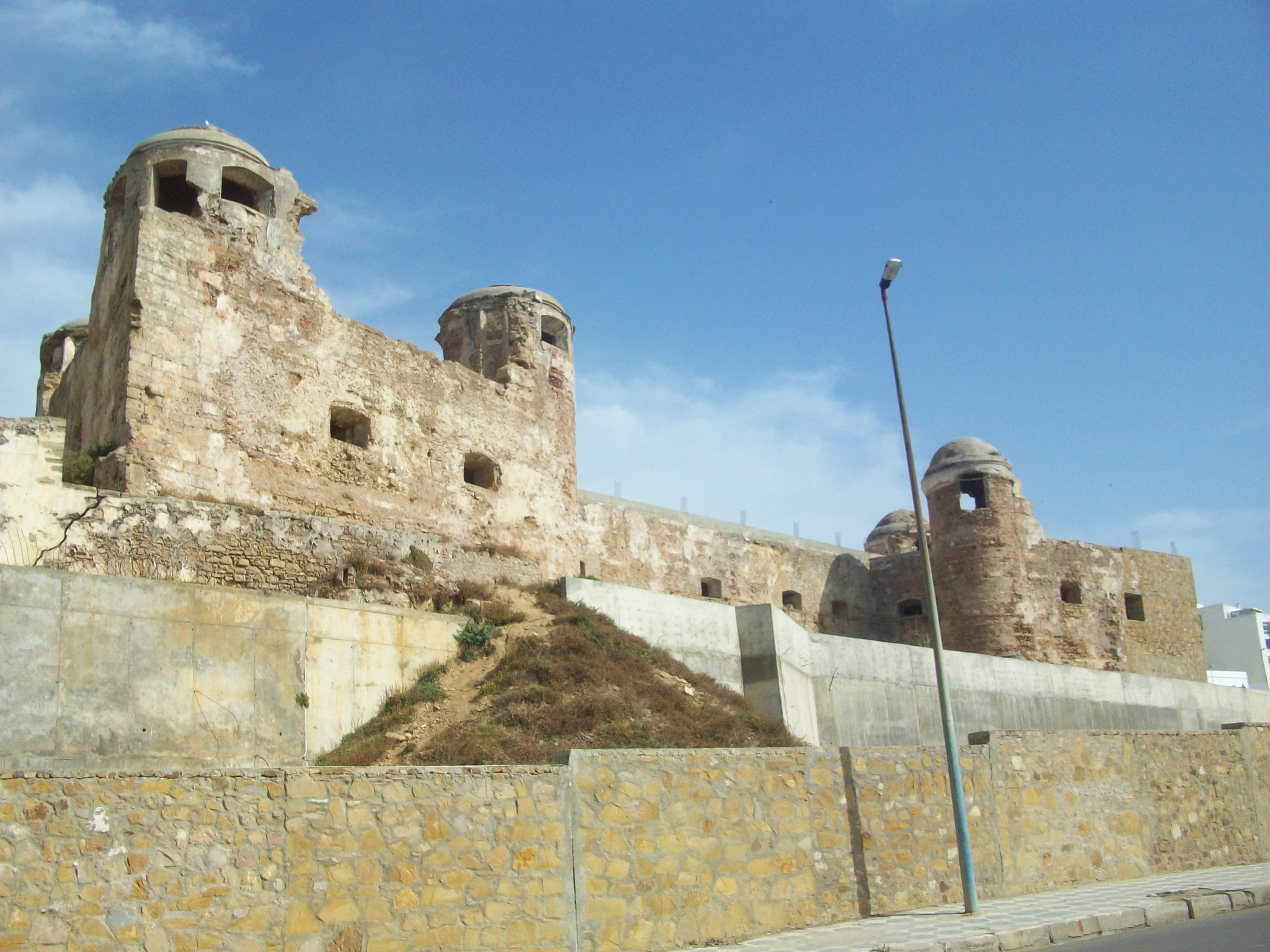
Forteresse de Larache attaquée par une flotte française en juin 1765

Tous les officiers voyant ainsi la situation de Duchaffault lui proposent d'effectuer une nouvelle expédition en plein jour. Cependant, le général ne veut rien décider sans avoir consulté les capitaines des autres vaisseaux de son escadre. Au matin du 27 juin, il fait signal à tous les commandants des autres navires de se rendre à son bord et après les avoir consultés il apprend que tous avaient la même idée d'une nouvelle expédition. Il ordonne ensuite au capitaine de chaque navire de rejoindre son bord et d'armer chaloupes et canots et de se tenir prêt au signal qui sera fait pour rejoindre les chaloupes de son navire. Il demande également aux capitaines d'appareiller le plus près possible de l'entrée du port. Tandis que le vaisseau de Duchaffault fait de même. Ainsi les frégates, les galiotes à bombes et les chébecs  commencent à bombarder la ville de Larache jusqu'à midi, arrêtent le temps du repas, puis recommencent à partir de deux heures.

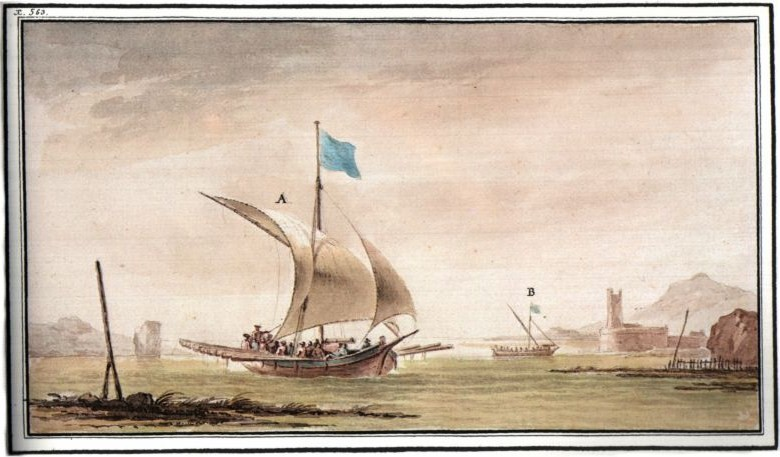
Une chaloupe armée. Durant le bombardement de Larache, la ville est sévèrement touchée, mais l'attaque menée dans l'oued avec des chaloupes se solde par de lourdes pertes.

À quatre heures, Duchaffault donne l'ordre de faire le signal pour que les chaloupes et canots viennent à son bord, ils s'y rendent aussitôt. Latouche de Beauregard est chargé de l'expédition. Duchaffault nomme également les chaloupes qui participeront à la destruction des bâtiments qui étaient dans le port et forme aussi d'autres divisions destinées à fournir un soutien. 
L'opération des chaloupes débute ensuite, les chaloupes arrivent sur la barre et pendant le trajet dans la rivière passent devant plusieurs forts et châteaux à une demi-portée de pistolet. Pendant que les chaloupes continuent d'avancer, plusieurs Marocains sont cachés derrière les rochers qui bordent l'entrée et l'intérieur de la rivière. Les troupes françaises ouvrent ensuite le feu sur les troupes maures. Après s'être approchés, les Français de la chaloupe La Terpsichore abordent le premier vaisseau marocain qui est pris sans aucune résistance. Après la destruction du vaisseau, des unités françaises tentent d'empêcher que les Maures retranchés près des magasins ne s'opposent à l'abordage d'une galiote par une unité française commandée par Camiran. Pendant les combats, une unité commandée par Kergariou tente de s'approcher de l'autre bord de la rivière pour mettre le feu à un gros chébec.

## Bilan et conséquences

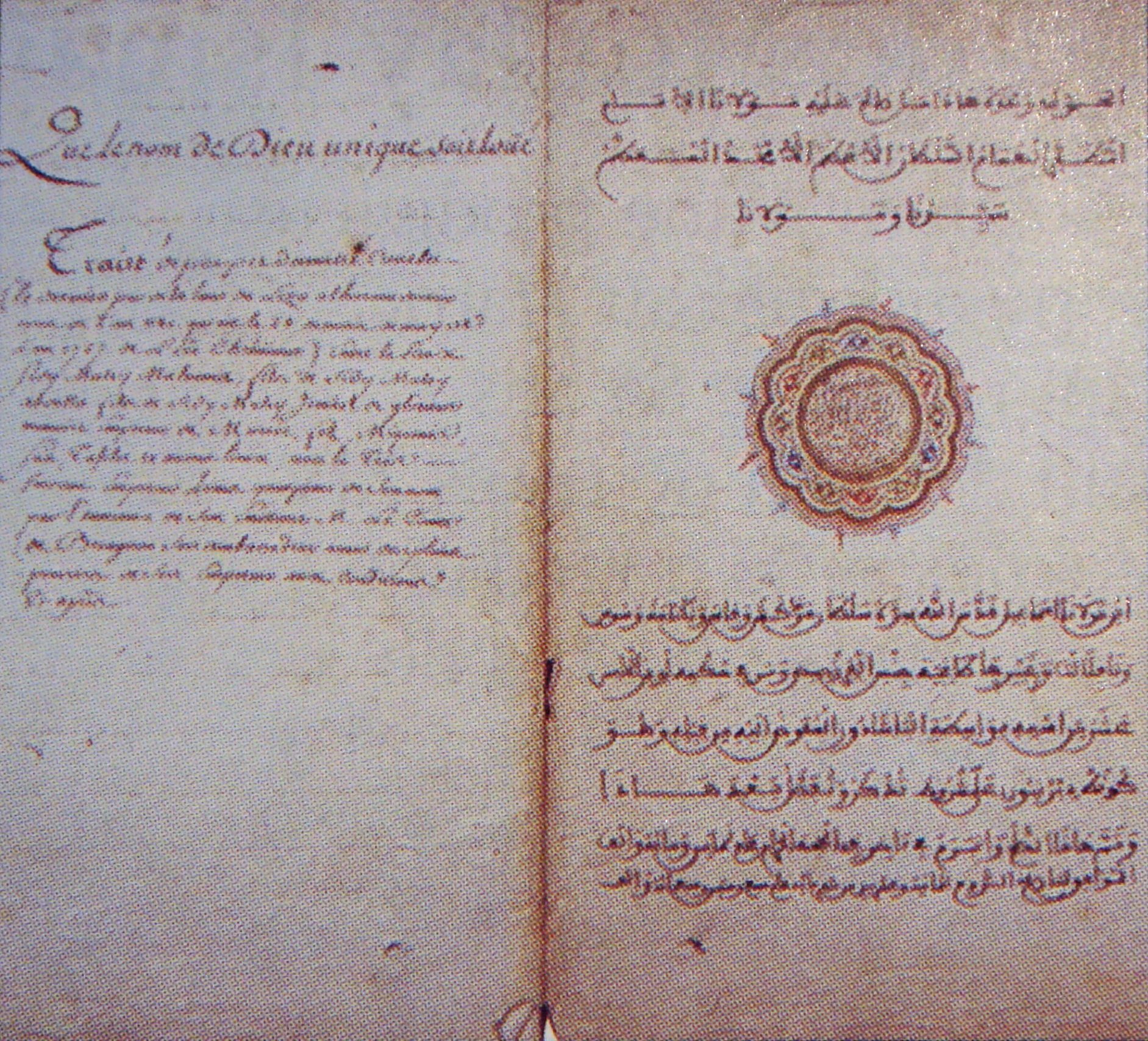
Traité commercial signé par Mohammed ben Abdallah, avec la France, en 1767.

D'après Maurville, la chaloupe et le canot de l'Utile, le canot de l'Héroïne, la chaloupe de l'Etna et la chaloupe de La Terpsichore font partie des sept bateaux capturés par les Marocains. L'opération, mis à part les bateaux perdus, fait 200 tués et 49 prisonniers. Selon Charles Lee Lewis, jusqu'à 300 hommes ont été perdus sans préciser s'il ne s'agit que de tués. Pour ce qui est du bilan des Maures, d'après les Français, durant les trois jours de combat, quelque trois mille Maures auraient été tués mais ces chiffres sont très exagérés puisque même Bidé de Maurville le confirme.
Les hommes capturés auraient participé à la construction de la ville d'Essaouira, qui a été conçue par Théodore Cornut pour le souverain du Maroc, Mohammed ben Abdallah.
La flotte n'a pas pu récupérer les prisonniers ou bien infliger des représailles aux forces marocaines. Cet échec fait suite à la guerre de Sept Ans qui s'était terminée par une défaite.
La défaite de Larache a conduit à une trêve et un traité entre la France et le Maroc en 1767, avec des termes qui étaient néanmoins favorables au commerce français. Le comte de Breugnon négocia le traité entre la France et le Maroc et racheta entretemps les captifs à la cour du Sultan.

### Sources et bibliographie
- Rémi Monaque, Suffren : un destin inachevé, éditions Tallandier, 8 octobre 2009, 494 p. (ISBN 978-2-84734-333-5 et 2-84734-333-4).
- Michel Vergé-Franceschi (dir.), Dictionnaire d'Histoire maritime, éditions Robert Laffont, coll. « Bouquins », 2002
- Jean Meyer et Martine Acerra, Histoire de la marine française : des origines à nos jours, Rennes, Ouest-France, 1994, 427 p. [détail de l’édition] (ISBN 2-7373-1129-2, BNF 35734655)
- Étienne Taillemite, Dictionnaire des marins français, Paris, Tallandier, coll. « Dictionnaires », octobre 2002, 537 p. [détail de l’édition] (ISBN 978-2847340082)
- Rémi Monaque, Une histoire de la marine de guerre française, Paris, éditions Perrin, 2016, 526 p. (ISBN 978-2-262-03715-4)
- Lieutenant colonel H. de Castries, Les Sources inédites de l'Histoire du Maroc, Paris, coll. « Archives de la Bibliothèque de France », 1927, 587 p..
- Georges Lacour-Gayet, La Marine militaire de la France sous le règne de Louis XV, Honoré Champion éditeur, 1910 (1re éd. 1902) (lire en ligne)
- (en) Jeremy Black, From Louis XIV to Napoleon : The Fate of a Great Power, Paris, Taylor et Francis, 1999, 304 p. (ISBN 978-1-85728-934-3).
- Bidé de Maurville, Relation de l'affaire de Larache, 1775, 398 p..
- (en) Charles Lee Lewis, Admiral de Grasse and American Independance, Ayer Publishing, 1980, 404 p. (ISBN 978-0-405-13042-7).
- (en) Jerome B. Bookin-Weiner et Mohamed El Mansour, The Atlantic connection : 200 years of Moroccan-American relations, 1786-1986, Edino, 1990, 299 p..